# Villeneuve-lès-Béziers
Villeneuve-lès-Béziers este o comună în departamentul Hérault din sudul Franței. În 2009 avea o populație de 3.914 de locuitori.

## Evoluția populației
| An        | 1975  | 1982  | 1990  | 1999  | 2006  | 2009  |
| --------- | ----- | ----- | ----- | ----- | ----- | ----- |
| Populație | 2.502 | 2.546 | 2.972 | 3.434 | 3.586 | 3.914 |